# Nedim Remili
Nedim Remili, född 18 juli 1995 i Créteil, är en fransk handbollsspelare. Han är vänsterhänt och spelar i anfall som högernia, ibland mittnia. Han spelar sedan februari 2023 för Telekom Veszprém.
Vid VM 2017 i Frankrike var Remili med och vann guld. Han utsågs också till turneringens bästa högernia. Han var med och vann OS-guld 2020 i Tokyo, och blev där också invald till All-Star Team, som bästa mittnia. Även vid VM 2023 kom han med i All-Star Team som bästa mittnia. Vid EM 2024 blev han utsedd till MVP.

## Meriter i urval
Med klubblag
- Fransk mästare 2017, 2018, 2019, 2020, 2021 och 2022 med Paris Saint-Germain
- Fransk cupmästare 2018, 2021, och 2022 med Paris Saint-Germain
- Ungersk mästare 2023 med Veszprém KC
- Ungersk cupmästare 2023 med Veszprém KC

Individuellt
- Riddare av Hederslegionen,  8 september 2021[5]

[Redigera Wikidata]